# Dumbrăveni, Soroca
Dumbrăveni (în trecut – Dombroveni) este un sat situat în partea de nord-est a Republicii Moldova, în raionul Soroca. Aparține de comuna Vădeni. 

## Istorie

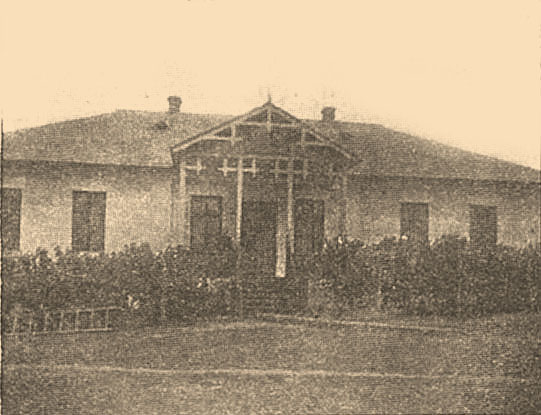
Școala evreiască din Dumbrăveni, anii 1900.

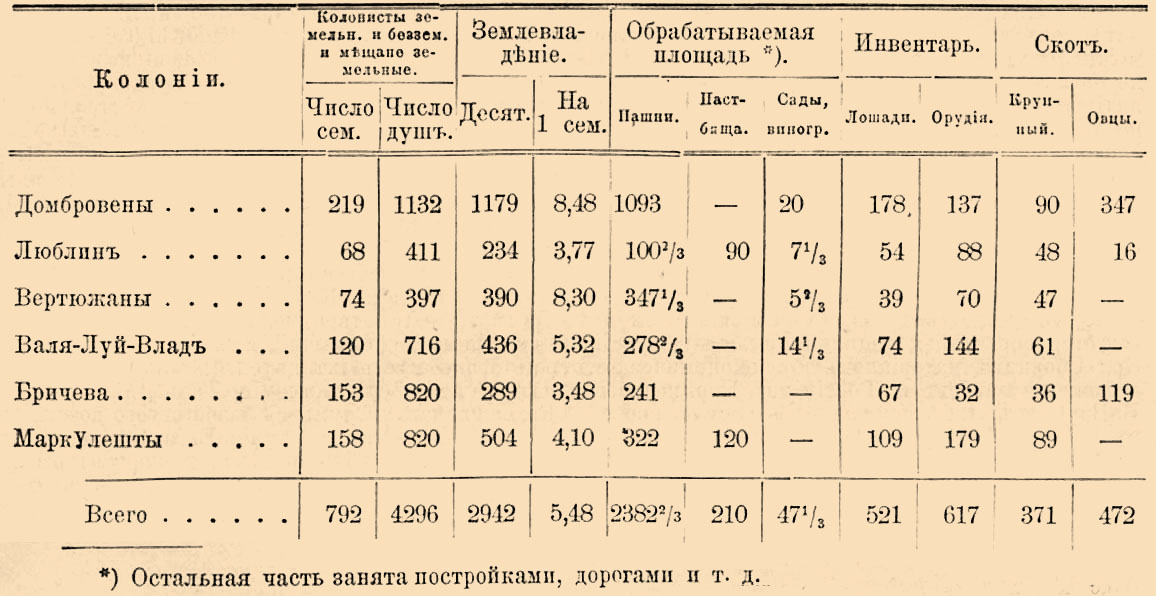
Ilustrație din Enciclopedia evreiască a lui Brockhaus și Efron (1906-1913), cu date generale privind populația, proprietatea, terenul cultivat, precum și condițiile economice a coloniilor evreiești din Basarabia. (Dumbrăveni e primul în listă)

Localitatea a fost atestată documentar la 8 mai 1598:
„Ieremia Movilă voievod, din mila lui Dumnezeu, domn al Țării Moldovei. Adică au venit înaintea domniei mele Costin Murgulet din Frasini, și cu Cotlon din Hnilodove, și cu Gligorie din Cobolta, și cu Pavăl din Dumbrăveni, și cu Simion din Loze, și 10 hânsari din Măgura și cu un hânsar din ținutul Sorocii și au pârât pe sluga noastră Macri fost mare armaș, pentru un plean ce au prădat de ia niște turci, pe care j-au nimicit în pădurea de fag a Onicenilor, și astfel, au arătat înaintea domniei mele că nu au luat atât cât le-a fost le-a fost învățătura de la domnie, ci au luat mai mult.

...

Scris la Suceava, în anul 7106 <1598> mai 8.”
În anul 1836 aici a fost întemeiată o colonie evreiască (a fost prima, ulterior a devenit și cea mai mare colonie agricolă evreiască din Basarabia) de 24 de familii pe o suprafață de 1.179 de acri de pământ, în care până la sfârșitul sec. al XIX-lea – prima jumătate a sec. al XX-lea populația dominantă erau evreii. La mijlocul sec. al XIX-lea aici funcționau o școală și 2 sinagogi.
În 1899 în colonie locuia 1.874 de persoane.

## Demografie

### Structura etnică
Structura etnică a satului conform recensământului populației din 2004:
| Grup etnic         | Populație | % Procentaj |
| ------------------ | --------- | ----------- |
| Moldoveni / Români | 339       | 89,92%      |
| Ucraineni          | 19        | 5,04%       |
| Ruși               | 17        | 4,51%       |
| Găgăuzi            | 1         | 0,27%       |
| Alții              | 1         | 0,27%       |
| Total              | 377       | 100%        |

## Personalități

### Născuți în Dumbrăveni
- Samuil Verite (1901–d. după 1977), scriitor, publicist, jurnalist și traducător sovietic